# Abborrsjön (Gudmundrå socken, Ångermanland)
Abborrsjön är en sjö i Kramfors kommun i Ångermanland och ingår i Ångermanälven-Gådeåns kustområde. Sjön har en area på 0,0542 kvadratkilometer och ligger 96,1 meter över havet.

## Delavrinningsområde
Abborrsjön ingår i det delavrinningsområde (697787-159972) som SMHI kallar för Mynnar i havet. Medelhöjden är 115 meter över havet och ytan är 12,59 kvadratkilometer. Det finns inga avrinningsområden uppströms utan avrinningsområdet är högsta punkten. Avrinningsområdets utflöde mynnar i havet. Avrinningsområdet består mestadels av skog (69 procent) och öppen mark (11 procent). Avrinningsområdet har 0,25 kvadratkilometer vattenytor vilket ger det en sjöprocent på 2 procent. Bebyggelsen i området täcker en yta av 0,37 kvadratkilometer eller 3 procent av avrinningsområdet.